# Lachnocnema brimo
Lachnocnema brimo är en fjärilsart som beskrevs av Karsch 1893. Lachnocnema brimo ingår i släktet Lachnocnema och familjen juvelvingar. Inga underarter finns listade i Catalogue of Life.